# Gehlenita
La gehlenita és un mineral de la classe dels silicats que rep el seu nom del químic alemany Adolf Ferdinand Gehlen (1775-1815), i que pertany al grup de la mel·lilita. L'exemplar tipus d'aquest mineral prové del mont Monzoni, a la Vall de Fassa, Trento, Itàlia, i va ser descobert el 1815.

## Característiques
És un silicat amb calci i alumini, anàleg a altres silicats càlcics del grup de la melilita que en comptes d'alumini tenen altres metalls. La seva fórmula és Ca₂Al(AlSiO₇), i cristal·litza en el sistema tetragonal. A més dels elements de la seva fórmula, sol portar com impureses: ferro, manganès, titani, magnesi, potassi i sodi. Forma una sèrie de solució sòlida amb l'åkermanita, en la qual la substitució gradual de l'alumini per magnesi va donant els diferents minerals de la sèrie.

## Formació i jaciments
S'ha trobat en minerals del metamorfisme de contacte en roques calcàries. També s'ha trobat en roques volcàniques ultramàfiques enriquides en calci. Sol trobar-se associada a altres minerals com: dolomita, calcita, augita, olivina, nefelina, leucita, diòpsid, flogopita, pirop, grossularia, antigorita, piroxè, apatita o vesuvianita.